# Dovre
Dovre est une commune norvégienne située dans le comté d'Innlandet.

## Géographie
La commune s'étend sur 1 364,39 km2 dans le nord du comté, en limite avec celui de Trøndelag. Le plus haut sommet de son territoire montagneux est le Snøhetta qui culmine à 2 286 m.